# 19458 Лего
19458 Лего (19458 Legault) — астероїд головного поясу, відкритий 21 квітня 1998 року.
Тіссеранів параметр щодо Юпітера — 3,487.